# Olympische Sommerspiele 2004/Fußball/Deutschland
Dieser Artikel behandelt die deutsche Frauen-Nationalmannschaft bei den Olympischen Sommerspielen 2004 in Athen.

## Qualifikation
Der UEFA standen drei Startplätze zur Verfügung. Einen Platz davon nahm Griechenland als Gastgeber ein. Für die Griechinnen war es die bisher einzige Teilnahme an einem bedeutenden internationalen Turnier. Die anderen zwei Plätze gingen an die zwei bestplatzierten europäischen Mannschaften der Frauenfußball-Weltmeisterschaft 2003. Die WM-Finalisten Deutschland und Schweden qualifizierten sich somit für die Olympischen Spiele.

## Kader
| #                 | Name               | Geburtstag | Spiele   | Tore     |          |          |          |          |
| Torhüter          | Torhüter           | Torhüter   | Torhüter | Torhüter | Torhüter | Torhüter | Torhüter | Torhüter |
| ----------------- | ------------------ | ---------- | -------- | -------- | -------- | -------- | -------- | -------- |
| 1                 | Silke Rottenberg   | 25.01.1972 | 5        | 0        | 0        | 0        | 0        |          |
| 18                | Nadine Angerer     | 10.11.1978 | 0        | 0        | 0        | 0        | 0        |          |
| Verteidiger       |                    |            |          |          |          |          |          |          |
| 4                 | Steffi Jones       | 22.12.1972 | 5        | 1        | 0        | 0        | 0        |          |
| 13                | Sandra Minnert     | 07.04.1973 | 3        | 0        | 0        | 0        | 0        |          |
| 2                 | Kerstin Stegemann  | 29.09.1977 | 5        | 0        | 0        | 0        | 0        |          |
| 15                | Sonja Fuss         | 05.11.1978 | 4        | 0        | 0        | 0        | 0        |          |
| 17                | Ariane Hingst      | 25.07.1979 | 5        | 0        | 0        | 0        | 0        |          |
| 5                 | Sarah Günther      | 25.01.1983 | 3        | 0        | 0        | 0        | 0        |          |
| Mittelfeldspieler |                    |            |          |          |          |          |          |          |
| 7                 | Pia Wunderlich     | 26.01.1975 | 3        | 1        | 0        | 0        | 0        |          |
| 10                | Renate Lingor      | 11.10.1975 | 5        | 2        | 0        | 0        | 0        |          |
| 3                 | Kerstin Garefrekes | 04.09.1979 | 5        | 0        | 0        | 0        | 0        |          |
| 12                | Navina Omilade     | 03.11.1981 | 2        | 0        | 0        | 0        | 0        |          |
| 6                 | Viola Odebrecht    | 11.02.1983 | 5        | 0        | 0        | 0        | 0        |          |
| Stürmer           |                    |            |          |          |          |          |          |          |
| 9                 | Birgit Prinz       | 25.10.1977 | 5        | 5        | 0        | 0        | 0        |          |
| 16                | Conny Pohlers      | 16.11.1978 | 5        | 2        | 0        | 0        | 0        |          |
| 11                | Martina Müller     | 18.04.1980 | 3        | 1        | 0        | 0        | 0        |          |
| 8                 | Petra Wimbersky    | 09.11.1982 | 4        | 1        | 0        | 0        | 0        |          |
| 14                | Isabell Bachor     | 10.07.1983 | 3        | 1        | 1        | 0        | 0        |          |
| Trainer           |                    |            |          |          |          |          |          |          |
|                   | Tina Theune-Meyer  | 04.11.1953 |          |          |          |          |          |          |

## Die deutschen Spiele

### Vorrunde
- 11. August 2004 in Patras:  Deutschland – China  8:0 (2:0)

Überraschend hoch konnte die deutsche Mannschaft das Auftaktspiel gewinnen. Birgit Prinz sorgte mit zwei Treffern für eine beruhigende Halbzeitführung. In den letzten 25 Minuten schlug die deutsche Mannschaft noch sechs weitere Male zu. Prinz erhöhte ihr Torkonto auf vier Tore. Des Weiteren trafen Pia Wunderlich, Renate Lingor (Elfmeter), Conny Pohlers und Martina Müller. Das 8:0 ist bis heute der höchste Sieg bei einem olympischen Frauenfußballspiel. 4.000 Zuschauer sahen das Spiel in Patras.
Deutschland spielte in folgender Aufstellung: Rottenberg – Stegemann, Jones, Hingst, Fuss (58. Günther) – Garefrekes, Odebrecht, P. Wunderlich (72. Pohlers), Lingor – Wimbersky (80. M. Müller), Prinz
- 17. August 2004 in Athen:  Deutschland – Mexiko  2:0 (1:0)

Mit drei Umstellungen ging die deutsche Elf in das zweite Spiel. Sarah Günther rückte für Sonja Fuss in die Abwehr. Navina Omilade kam für Pia Wunderlich ins Mittelfeld. Außerdem rückte Isabel Bachor als dritte Stürmerin in die Mannschaft. Dafür blieb Viola Odebrecht auf der Bank. Die Mexikanerinnen trotzten den Chinesinnen ein respektables 1:1 ab. Die deutsche Mannschaft gewann durch Tore von Wimbersky und Prinz mit 2:0 und sicherte sich den Gruppensieg. Das Spiel in Athen sahen 10.000 Zuschauer.
Deutschland spielte in folgender Aufstellung: Rottenberg – Stegemann, Jones, Günther, Hingst – Garefrekes (64. Pohlers), Lingor (46. Odebrecht), Omilade – Wimbersky (46. M. Müller), Prinz, Bachor

### Viertelfinale
- 20. August 2004 in Patras:  Deutschland – Nigeria  2:1 (0:0)

Tina Theune-Meyer kehrte zur Aufstellung des China-Spiels zurück. Lediglich Sandra Minnert rückte für Sarah Günther in die Abwehr. Die Afrikanerinnen gingen nach 50 Minuten durch Mercy Akide in Führung. Steffi Jones sorgte in der 66. Minute für den Ausgleich. Neun Minuten vor Schluss gelang der eingewechselten Conny Pohlers der Siegtreffer. 5.000 Zuschauer sahen das Spiel in Patras.
Deutschland spielte in folgender Aufstellung: Rottenberg – Stegemann, Jones, Minnert (79. Fuss), Hingst – Garefrekes, Odebrecht, Lingor, P. Wunderlich (55. Bachor) – Wimbersky (46. Pohlers), Prinz

### Halbfinale
- 23. August 2004 in Iraklio:  Deutschland – USA  1:2 (0:1, 1:1) n. V.

Conny Pohlers rückte für Petra Wimbersky in die Anfangsformation. Kristine Lilly brachte in der 40. Minute ihre Farben in Führung. In einer dramatischen Schlussphase gelang Isabel Bachor in der letzten Minute noch der Ausgleich. Die Siegtreffer für die USA fiel in der 99. Minute durch OReilley. 5.165 Zuschauer sahen das Spiel in Iraklio.
Deutschland spielte in folgender Aufstellung: Rottenberg – Stegemann, Jones, Minnert, Hingst – Garefrekes, Odebrecht (71. Fuss), P. Wunderlich (39. Bachor), Lingor – Prinz, Pohlers (58. M. Müller)

### Spiel um Platz 3
- 26. August 2004 in Athen:  Deutschland – Schweden  1:0 (1:0)

Petra Wimbersky kehrte für Pia Wunderlich in die Mannschaft zurück. Schon nach 17 Minuten erzielte Renate Lingor das Tor des Tages und die deutsche Mannschaft sicherte sich zum zweiten Mal die Bronzemedaille. Das Spiel in Athen sahen 4.000 Zuschauer.
Deutschland spielte in folgender Aufstellung: Rottenberg – Stegemann, Jones, Minnert (55. Günther), Hingst – Garefrekes, Odebrecht (55. Omilade), Wimbersky (82. Fuss), Lingor – Prinz, Pohlers